# کریستوف بیمان
کریستوف بیمان (آلمانی: Christoph Biemann؛ زادهٔ ۶ اوت ۱۹۵۲) مجری تلویزیون، مؤلف و نویسنده اهل آلمان است. او در سال ۱۹۹۵ نشان افتخار شایستگی جمهوری فدرال آلمان را دریافت کرد.
از فیلم‌ها یا مجموعه‌های تلویزیونی که وی در آن‌ها نقش داشته است، می‌توان به جعبه اسباب‌بازی اشاره نمود.